# Викториновка (Бурынский район)
Викториновка (укр. Вікторинівка) — село,
Воскресенский сельский совет,
Бурынский район,
Сумская область,
Украина.
Код КОАТУУ — 5920982002. Население по переписи 2001 года составляло 208 человек.

## Географическое положение
Село Викториновка находится на безымянном ручье, который через 4 км впадает в реку Чаша,
ниже по течению ручья примыкает село Бондари.
На ручье несколько запруд.

## История
- Название села происходит от имени помещицы Викторины Ильиничны Шеншиной (урожденной Головиной), которая на 1860 г. владела слободкой Викториновкой, в которой проживало 105 крепостных и 8 дворовых крестьян, насчитывалось 22 двора и имелось 10 дес. усадебной, 150 дес. пахотной и 1б5 дес. выгонной земли. Её муж Александр Александрович Шеншин (1812—1860) дружил с Тургеневым и Герценом.[3]

## Экономика
- Молочно-товарная ферма.

## Известные люди
- Акулина Григорьевна Баранова (1910—1983) — Герой Социалистического Труда.
- Пантелей Моисеевич Капленко (1909, д. Викториновка, Курская губерния[4] — не ранее апреля 1985) — советский военачальник, генерал-майор.

Родился в деревне Викториновка. С октября 1924 (по другим данным — с 1930) года — в рядах РККА. Член ВКП(б) с 1939 года. В боях Великой Отечественной войны — с 4 июля 1941 года. Командовал 837-м артиллерийским полком, с декабря 1942 до конца войны — начальник штаба артиллерии 13-й армии. Участвовал в разработке приёмов ночной стрельбы по танкам с потушенными фарами. Участвовал в освобождении городов Горохув, Стоянув, Радзехув, Перемышль, Жельце, форсировании Одера, Шпрее и Эльбы. В послевоенное время — начальник штаба артиллерии Львовского военного округа.
Награды
- медаль «За боевые заслуги» (25.12.1942)
- орден Красной Звезды (3.5.1943)
- три ордена Красного Знамени (16.8.1943, 17.11.1944, 4.4.1945)
- три ордена Отечественной войны I степени (12.4.1944, 11.6.1945, 6.4.1985)
- медаль «За победу над Германией» (25.9.1945).